# Grzegorz Sala
Grzegorz Sala – polski dyplomata, konsul generalny RP w Belfaście (od 2025).

## Życiorys
Grzegorz Sala ukończył studia na kierunku stosunki międzynarodowe. Ma też otwartą pracę doktorską na Uniwersytecie Warszawskim w ramach dyscypliny Nauki Socjologiczne.
Zawodowo związany z Ministerstwem Spraw Zagranicznych. 
W centrali MSZ pracował między innymi w Departamencie Konsularnym, Protokole Dyplomatycznym oraz, jako zastępca dyrektora, w Biurze Spraw Osobowych a następnie w Biurze Kapitału Ludzkiego. Na placówkach pełnił funkcje wicekonsula/kierownika Referatu Ruchu Osobowego Wydziału Konsularnego Ambasady RP w Londynie (2010–2015), Konsula RP/kierownika Wydziału Konsularnego i Polonii Ambasady RP w Dublinie (2017–2023). 
Z pracy w placówkach na Wyspach nabył wyspecjalizowaną wiedzę praktyczną; był m.in. członkiem zespołu ds. reagowania kryzysowego Ambasady RP w Londynie dot. ratowania 36 dzieci z żaglowca „Fryderyk Chopin”, który uległ wypadkowi u wybrzeży Wielkiej Brytanii w październiku 2010 r., był członkiem zespołu Ambasady RP w Londynie ds. reorganizacji obsługi i pracy Wydziału Konsularnego w Londynie w latach 2010-2012 oraz był członkiem zespołu dot. przeniesienia siedziby Wydziału Konsularnego w Londynie w latach 2010-2014 r.  W pracy jako Konsul RP w Dublinie nawiązał bardzo dobre kontakty z Polonią w Irlandii. W szczególności aktywnie realizował projekty ze szkołami polonijnymi, do których w Irlandii uczęszcza kilka tysięcy dzieci. We wrześniu 2020 r. język polski został też wprowadzony jako język do systemu nauki w irlandzkich szkołach średnich, co było ogromnym sukcesem i ukoronowaniem wielu lat starań.
Był autorem programu pomocy wsparcia psychologicznego dla osób i ich rodzin, które były w trudnej sytuacji i nierzadko borykały się z depresją.
W czasie 6 lat pracy w Dublinie przez 2 lata kierował urzędem konsularnym w trudnych warunkach w czasie pandemii COVID-19. Był inicjatorem i koordynatorem projektu dot. wydania albumu „Kalendarium polskiej dyplomacji w Irlandii” w 2021 r. Publikacja została wydana na 30-lecie funkcjonowania polskiej placówki w Dublinie. Był też inicjatorem mini Mistrzostw Świata dla dzieci i młodzieży polonijnej w piłce nożnej w 2022 r. w Dublinie; turniej z sukcesem odbywa się do dziś. Był również koordynatorem złożonych działań prawno-organizacyjnych oraz uroczystości pożegnalnych w Irlandii w 2022 r., związanych z procesem sprowadzenia po 66 latach doczesnych szczątków prof. J. Łukasiewicza z Irlandii do Polski.
Za wyjątkowe zaangażowanie we współpracę na rzecz najstarszych organizacji polonijnych w Irlandii tj. Polskiego Ośrodka Społeczno-Kulturalnego, Ogniska Polskiego i Towarzystwa Irlandzko-Polskiego otrzymał jako pierwszy dyplomata honorowy tytuł Przyjaciela Domu Polskiego w Dublinie.  
Za działalność na rzecz Polonii w Irlandii nominowany w 2022 r. do nagrody Osobowość Polonijna Roku im. Edyty Felsztyńskiej w Rzymie.
Za szczególną działalność na rzecz oświaty polonijnej w Irlandii otrzymał w 2022 r. nagrodę Srebrne Pióro Polskiej Macierzy Szkolnej w Irlandii.. W lipcu 2025 został Konsulem Generalnym RP w Belfaście.
Żonaty, ojciec dwójki dzieci.
Prywatnie pasjonat sportu (m.in. triathlonu, w którym ukończył pełny dystans IRONMAN czy gór – m.in. zdobył w Himalajach Everest Base Camp i Kala Pattar).
Działacz na rzecz dbania o środowisko i pomocy zwierzętom.